# Asoka Handagama
Asoka Handagama (desembre de 1962) és una cineasta de Sri Lanka. Va obtenir els seus estudis primaris i secundaris a una escola provincial i va estudiar Matemàtiques a la Universitat de Kelaniya (província de Colombo) on va rebre un títol d'honor de primera classe. Va obtenir el seu màster en Economia del Desenvolupament a la Universitat de Warwick el 1995. També és el governador adjunt del Banc Central de Sri Lanka.

## Teatre
L'entrada d'Asoka Handagama al cinema va ser a través del teatre i la televisió. El seu primer esforç teatral, Bhoomika (pel·lícula), va ser abordar la crisi ètnica emergent a l'illa. L'obra va guanyar el premi nacional de la joventut a la millor direcció l'any 1985. La seva segona obra teatral Thunder va quedar segon classificat al Millor guió al Festival estatal de drama de 1987. El país era un autèntic camp de mort quan va dirigir la seva tercera i més controvertida obra, Magatha. L'obra, amb la seva radical forma teatral, va qüestionar de valent el sistema judicial existent al país. Magatha es va veure a gairebé totes les parts del país, no només als teatres, als arrossars i als llocs de treball. Entre totes les polèmiques, l'obra va guanyar el premi al millor guió original i al millor director l'any 1989, State Drama Festival. El guió es va publicar el 2011 i va guanyar el premi literari estatal al millor guió dramàtic.

## Televisió
Els exercicis d'Asoka Handagama en el camp de l'art televisiu van ser únics. Dunhidda Addara és una fita clara en la història dels anomenats teledrames a Sri Lanka. Va guanyar els nou premis principals, inclòs el de millor guió i direcció, als premis OCIC el 1994. Diyaketa Pahana, el seu tercer treball televisiu, va afegir una nova dimensió al tradicional sèrie de telefuncions. Synthetic Sihina va explorar una manera de tenir una discussió política postmoderna en forma d'una sèrie de sèries episòdiques. Va aprofitar el breu període de "Ceasefire" (2003-2006) observat per les forces governamentals i els Tigres d'Alliberament de Tamil Eelam (LTTE) per rodar la seva següent sèrie de televisió, Take This Road to Jaffna, la capital del nord de Sri Lanka. crear un diàleg sobre les causes arrels de la guerra en curs. East is Calling, la sèrie de telemetratges tractava el mateix tema ambientat en un camp de rehabilitació per tsunami.

## Filmografia
- 1996 : Sanda Dadayama
- 1998 : Chanda Kinnarie
- 2000 : This Is My Moon
- 2002 : Tani tatuwen piyabanna
- 2004 : Thani Thatuwen Piyabanna
- 2005 : Aksharaya
- 2010 : Vidhu
- 2012 : Ini Avan : celui qui revient
- 2106: Let Her Cry[4]